# Oberalting-Seefeld
Oberalting-Seefeld ist eine Gemarkung im Landkreis Starnberg in Oberbayern.
Die Gemarkung Oberalting-Seefeld ist 979,19 Hektar groß und liegt vollständig im Gemeindegebiet von Seefeld. Auf der Gemarkung liegen die Seefelder Gemeindeteile Seefeld und Oberalting.
Gemeinde Oberalting-Seefeld
Die Gemeinde Seefeld trug bis zum 1. Januar 1978 den Namen Oberalting-Seefeld.